# Zabrosa amazonensis
Zabrosa amazonensis är en insektsart som beskrevs av Henry Fairfield Osborn 1923. Zabrosa amazonensis ingår i släktet Zabrosa och familjen dvärgstritar. Inga underarter finns listade i Catalogue of Life.